# Ismail Qemali
Ismail Qemali o Kemal (Vlorë, 1844 - Perusa, 1919) fou un polític albanès. Va ser el primer ministre-president després de la independència el novembre de 1912.
Pertanyia a una família noble, va estudiar al gymnasium de Ioannina i el 1859 se'n va anar a Istanbul, on participà dels esforços d'estandardització de l'albanès i la transcripció en alfabet llatí. Es va casar amb una dona grega, Kleoniki Sourmeli, i els seus fills es van escolaritzar a Grècia. Participà en l'administració de l'Imperi Otomà, però degut a les seves idees liberals fou allunyat del centre de l'imperi i el 1895 va ser anomenat valí (governador) a Trípoli (avui a Líbia), el que ell va considerar com un exili. El 1990 hi va embarcar al iot de l'ambaixador britànic i hi va demanar asil.

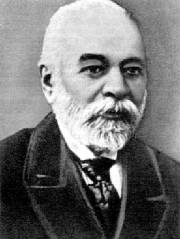
Ismail Qemalil

El 28 de desembre del 1912 presidí el Congrés Nacional Albanès que va dirigir la lluita per la independència d'Albània i amb Isa Boletini i Luigj Gurakuqi alçà la bandera a Vlorë. Reconegut pels austriacs, dominà la zona central i Vlorë, tot fundant el Partit Liberal, amb suport de Bajram Curri i altres insurgents. El 1914 es va exiliar i durant le Primera Guerra Mundial va viure a Paris. El 1918 va a anar a Itàlia on va cercar suport pel seu moviment. El govern d'Itàlia no el va deixar sortir del país, i va morir a un hotel de Perusa, oficialment d'.
Després de la seva mort, el seu cos va ser tornat a Vlora i hi va ser sebollit al tekke (congregació) bektaixita.